# Toxeuma orobia
Toxeuma orobia är en stekelart som först beskrevs av Walker 1842.  Toxeuma orobia ingår i släktet Toxeuma och familjen puppglanssteklar. Inga underarter finns listade i Catalogue of Life.